# امت (ویرجینیای غربی)
امت (به انگلیسی: Emmett) یک منطقهٔ مسکونی در ایالات متحده آمریکا است که در شهرستان لوگان، ویرجینیای غربی واقع شده‌است. امت ۲۵۶٫۰۴ متر بالاتر از سطح دریا واقع شده‌است.